# Adar (episodio de El Señor de los Anillos: Los Anillos de Poder)
«Adar» es el tercer episodio de la primera temporada de la serie de televisión de fantasía estadounidense El Señor de los Anillos: los Anillos de Poder. Basada en la historia de la Tierra Media de J. R. R. Tolkien, principalmente en material de los apéndices de la novela El Señor de los Anillos, la serie se sitúa miles de años antes de los eventos de la novela, durante la Segunda Edad de la Tierra Media, en un período de relativa paz, e introduce el reino insular de Númenor. Jason Cahill y Justin Doble escribieron el episodio mientras que Wayne Che Yip se encargó de la dirección.
La serie se aprobó en noviembre de 2017, con J. D. Payne y Patrick McKay como desarrolladores desde julio de 2018. La filmación de la primera temporada se llevó a cabo en Nueva Zelanda, y el trabajo en episodios más allá de los dos primeros comenzó en enero de 2021. En marzo de ese año, se reveló que Wayne Che Yip dirigiría cuatro episodios, incluido el tercero. La producción de la temporada concluyó en agosto de 2021. Se dedicó mucho esfuerzo al diseño de Númenor y su cultura, que no se había mostrado en adaptaciones previas de Tolkien. Además, el episodio introduce la cultura de los Orcos, creados principalmente con prótesis prácticas. El diseño del huargo de los Orcos en este episodio se basó en chihuahuas.
«Adar» se estrenó en Amazon Prime Video el 9 de septiembre de 2022, con un estimado de alta audiencia y críticas generalmente positivas. El episodio ganó dos premios y recibió una nominación a un Premio Primetime Creative Arts Emmy por su maquillaje protésico.

## Trama
Llevan a Arondir, prisionero, a un campamento de construcción orco, donde otros cautivos excavan trincheras en algún lugar de las Tierras del Sur. Estas trincheras permiten a los orcos, sensibles a la luz del sol, moverse durante el día. Arondir se encuentra con sus compañeros elfos Médhor y Revion, quienes también han sido capturados, y juntos planean escapar. Cuando Revion se niega a talar un árbol que bloquea su camino, los orcos matan a Médhor. Arondir, para evitar más muertes, acepta cortar el árbol. Descubre que la zona alrededor del campamento ha quedado envenenada y desolada.
Galadriel y Halbrand son rescatados por un barco capitaneado por Elendil, quien los lleva a Númenor, un reino isleño gobernado por hombres. Las relaciones entre los habitantes de la isla y los elfos se han vuelto tensas, y la Reina Regente Míriel rechaza la petición de Galadriel de un barco para regresar a la Tierra Media. Elendil, encargado de vigilar a Galadriel, la lleva a la Sala de los Sabios del reino, donde descubren que la marca de Sauron es en realidad un mapa de las Tierras del Sur, donde planean establecer un nuevo reino para las fuerzas del mal.
Halbrand se mete en una pelea con algunos númenóreanos y termina en prisión. Galadriel lo visita y le revela que sabe que él es el verdadero rey de las Tierras del Sur, descendiente del hombre que unió a las tribus del sur y que fue leal a Morgoth. Le pide que regrese con ella a la Tierra Media para redimir sus linajes. Mientras tanto, Isildur, el hijo de Elendil, está a punto de finalizar su formación como cadete naval, aunque su hermano Anárion lo anima a posponer su graduación, en contra de los deseos de su padre.
La noche antes de la siguiente migración de los Pelosos, el Extranjero se revela accidentalmente ante ellos mientras intenta leer unos mapas estelares. Los Pelosos, impactados, consideran exiliar a Nori Brandyfoot por ayudar al Extranjero, pero la perdonan debido a su juventud. Al día siguiente, los Pelosos inician la migración, y la familia Brandyfoot tiene dificultades para mantener el ritmo debido a la lesión en el tobillo de Largo, el padre de Nori. El Extranjero los sigue y les ayuda a llevar su carreta.
Arondir, Revion y otros cautivos intentan escapar de los orcos cuando el sol está en su punto más alto. Los orcos envían un wargo para atacarlos, pero Arondir lo mata. Revion logra salir de la trinchera, pero los arqueros lo matan. Arondir no consigue escapar y lo llevan ante el misterioso líder de los orcos, Adar.

## Producción

### Desarrollo
Amazon adquirió los derechos televisivos globales de El Señor de los Anillos de J. R. R. Tolkien en noviembre de 2017. El servicio de streaming de la compañía, Amazon Prime Video, encargó la producción de una serie basada en la novela y sus apéndices, que sería realizada por Amazon Studios en asociación con New Line Cinema. Más tarde, se tituló El Señor de los Anillos: Los Anillos de Poder. En julio de 2018, Amazon contrató a J. D. Payne y Patrick McKay para desarrollar la serie y actuar como showrunners. Para julio de 2019, Jason Cahill y Justin Doble ya se habían unido como guionistas, y en marzo de 2021 revelaron que Wayne Che Yip dirigiría cuatro episodios de la primera temporada. Originalmente, se esperaba que la serie fuera una continuación de las trilogías cinematográficas de El Señor de los Anillos y El Hobbit de Peter Jackson, pero Amazon aclaró que su acuerdo con el Tolkien Estate les exigía mantener la serie separada de las películas de Jackson. A pesar de ello, los showrunners querían que visualmente fuera coherente con las películas. En septiembre de 2019, Amazon confirmó que el rodaje de la primera temporada tendría lugar en Nueva Zelanda, donde se hicieron las películas de Jackson.
La serie se sitúa en la Segunda Edad de la Tierra Media, miles de años antes de El Hobbit y El Señor de los Anillos de Tolkien. Como Amazon no adquirió los derechos de otras obras de Tolkien donde se exploran principalmente la Primera y Segunda Edad, los guionistas tuvieron que identificar referencias a la Segunda Edad en El Hobbit, El Señor de los Anillos y sus apéndices, y crear una historia que conectara esos pasajes. La primera temporada se centra en presentar el escenario y a los principales personajes heroicos al público. Escrito por Cahill y Doble, y dirigido por Yip, el tercer episodio se titula «Adar».

### Escritura
Los showrunners explicaron que los dos primeros episodios de la serie tenían que realizar mucho trabajo de construcción de mundo e introducían una gran cantidad de «mundos» diferentes, pero el tercer episodio presentaba el «mundo más grande hasta ahora» en el reino insular de Númenor. Visitar Númenor fue una de las principales razones para hacer una serie ambientada en la Segunda Edad, ya que es un lugar clave en la historia de las obras de Tolkien, con su propia mitología, personajes e ideas importantes.: 24:34–29:04 Los escritores consideraron este episodio como un segundo piloto porque en él se establece gran parte del mundo de Númenor. Doble mencionó que había mucha exposición necesaria antes de poder centrarse en los personajes númenóreanos en episodios futuros.2:33–2:49 Cada grupo de personajes en la serie es presentado en «un momento de cambio enorme en sus mundos», lo que los showrunners esperaban que ayudara a hacer la serie más dramática. Esto incluye a los númenóreanos, quienes se encuentran «en un punto crítico en su política y cultura». El episodio los introduce justo cuando Galadriel, una Elfa, regresa a la isla, lo que provoca que esos conflictos comiencen a intensificarse.La productora ejecutiva Lindsey Weber explicó que a los númenóreanos «los Elfos les otorgaron la isla. Y aproximadamente la mitad de la población se siente muy endeudada y conectada con las costumbres élficas, mientras que la otra mitad cree que son su propio pueblo y hacen las cosas a su manera, la manera númenóreana». Por eso, la llegada de una Elfa a la isla en este episodio tiene un gran impacto en su sociedad.
Los túneles que los Orcos están cavando a través del hermoso paisaje de las Tierras del Sur fueron inspirados por las trincheras de la Primera Guerra Mundial.: 24:09–28:15 La escena en la que Arondir, a regañadientes, corta un árbol se improvisó originalmente por el actor Ismael Cruz Córdova durante su audición para la serie. Explicó que talar un árbol es una de las cosas más difíciles que puede hacer un Elfo debido a su conexión espiritual con la naturaleza, y sintió que esto solo aumentaba las luchas del personaje tras perder a su amigo y figura paterna en el episodio.: 1:11–2:57 